# مقاطعة إيري (بنسلفانيا)
مقاطعة إيري مقاطعة تقع في ولاية بنسلفانيا الأميركية. في عام 2010، كان عدد السكان 280566.ومقر المقاطعة في مدينة إيري.

## الجغرافية
وفقا لمكتب الإحصاء الأميركي،تبلغ مساحة المقاطعة الإجمالية 1558 كيلومتر مربع (4،035.2 km2) ، حيث أن 802 كيلومتر مربع (2،077.2 km2) هو أرض و 756 كيلومتر مربع (1،958.0 km2) (48.54 ٪) ماء. لا يوجد سوى اثنين من المدن في مقاطعة إيري : مدينة إيري ومدينة كوري.
يحدها من الشمال الشرقي مقاطعة تشاتاقوا، نيويورك ، ومن الشرق مقاطعة وارين ، ومن الجنوب مقاطعة كروفورد، ومن الغرب مقاطعة أشتابولا، أوهايو. ومن الشمال بحيرة إري.

## أعلام
- كلارنس أمير ألين
- فرانك هاميلتون كاشينج
- إيدا تاربيل